# 16. hadsereg (Wehrmacht)
A 16. hadsereg (németül 16. Armee) a Wehrmacht egyik magasabbegysége volt a második világháborúban.

## Története
A hadsereg részt vett Franciaország megszállásában. A Szovjetunió megtámadása után az Észak Hadseregcsoport egységeként vett részt a Barbarossa hadműveletben. 1942 januárjában egy részét Gyemjanszk közelében a szovjetek bekerítették. Hitler megtiltotta a visszavonulást, a hadsereget légi úton látták el, amíg folyosó nem nyílt 1942 áprilisában. Ezután a hadsereg részt vett Leningrád ostromában. A körülzárt várost 1944 januárjában mentette fel a Vörös Hadsereg.
1944. február 19-én a szovjet 2. Balti Front Holm környékén újabb támadássorozatot indított a 16. hadsereg ellen. A szovjet 22. hadsereg kezdetben sikerrel haladt előre és csapásai nagy veszteségeket okoztak. A 16. hadsereget a 18. hadsereggel együtt elvágták a Kurland-félszigeten a szovjetek nyári Bagratyion hadműveletében és őszi offenzíváiban. Itt is ragadtak a háború végéig. Ekkor 250 ezer német katonát hurcoltak hadifogságba a kurlandi katlanból. Sokuk nem tért haza.

## Parancsnokai
- Generalfeldmarschall Ernst Busch 1939. október 22. – 1943. október 11.
- General der Artillerie Christian Hansen 1943. október 11. – 1944. július 1.
- General der Infanterie Paul Laux 1944. július 2. – 1944. augusztus 30.
- Generaloberst Carl Hilpert 1944. szeptember 3. – 1945. március 10.
- General der Infanterie Ernst-Anton von Krosigk 1945. március 10. – 1945. március 16.
- General der Gebirgstruppen Friedrich-Jobst Volckamer von Kirchensittenbach 1945. március 17. – 1945. május 10.[1]